# Estação Ferroviária de Sabugosa
A Estação Ferroviária de Sabugosa é uma interface encerrada da Linha do Dão, que servia a aldeia de Sabugosa, no distrito de Viseu, em Portugal.

## História

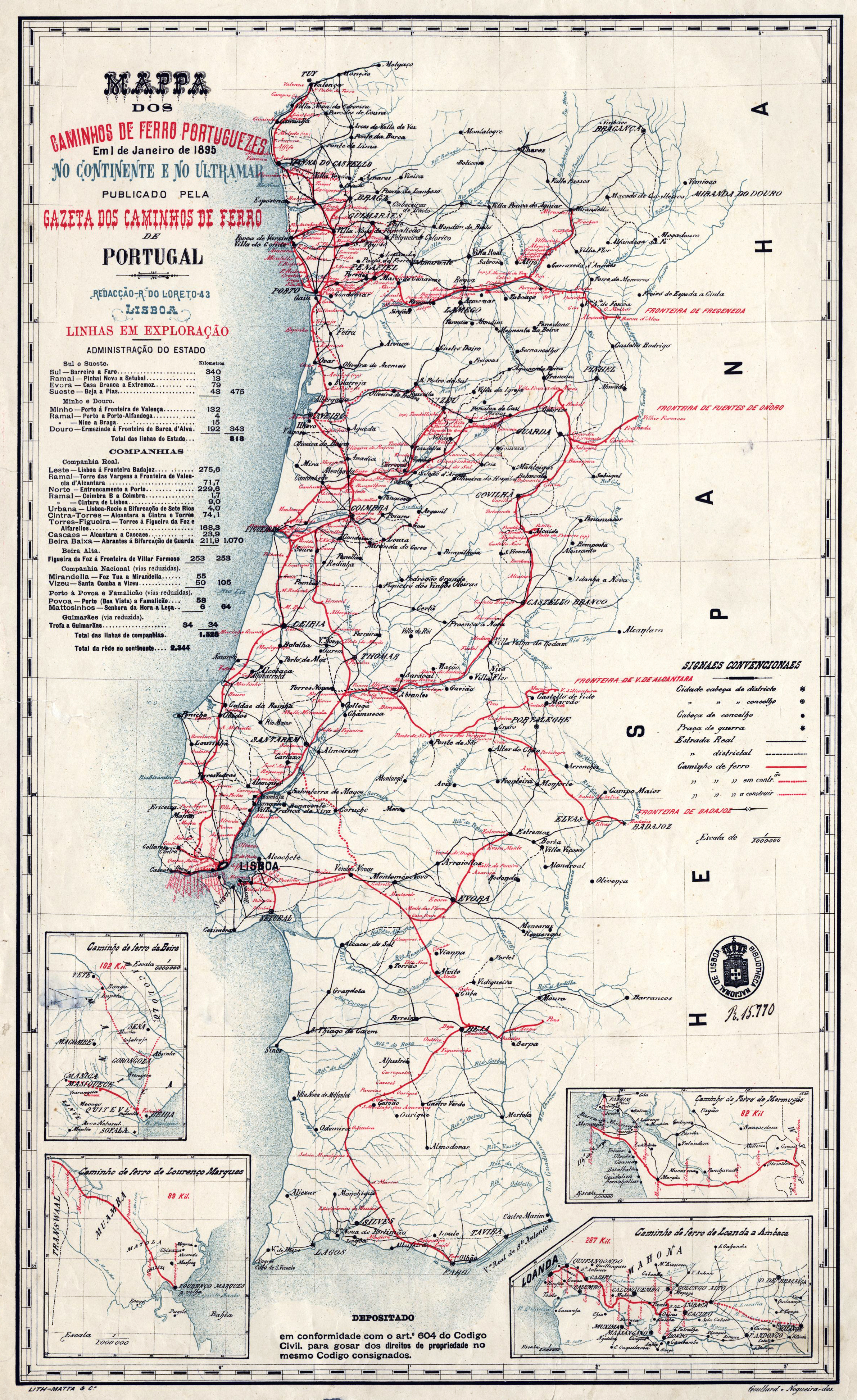
Mapa dos caminhos de ferro em Portugal em 1895, onde se pode ver a localização da estação de Sabugosa

A Linha do Dão foi inaugurada no dia 24 de Novembro de 1890, e aberta à exploração pela Companhia Nacional de Caminhos de Ferro no dia seguinte.
Em 1 de Janeiro de 1947, a Companhia Nacional foi integrada na Companhia dos Caminhos de Ferro Portugueses.

A Linha do Dão foi encerrada em 1990 e transformada na Ecopista do Dão em 2007-2011.[carece de fontes?]